# Andrea Chénier
Az Andrea Chénier Umberto Giordano négyfelvonásos operája Luigi Illica librettójával. A zenemű André Chénier francia költő élete ihlette történelmi dráma, a francia forradalom idején, a komponista leghíresebb operája. Carlo Gérard karaktere modellje Jean-Lambert Tallien forradalmár.
A világpremierre 1896. március 28-án került sor a Milánói Scalában, Rodolfo Ferrari vezényletével, a kijelölt tenor, Alfonso Garulli helyett Giuseppe Borgattival, akinek – még ha nem volt is legjobb periódusában – Evelina Carrera szoprán, és Mario Sammarco bariton jóvoltából kirobbanó sikere volt.

## Szereplők
- Andrea Chénier (tenor)
- Carlo Gérard (bariton)
- Coigny grófnője (mezzoszoprán)
- Madeleine of Coigny (szoprán)
- Bersi, szolgáló (mezzoszoprán)
- Roucher (basszus)
- Mathieu, Populus, sans-culotte (bariton)
- Madelon (mezzoszoprán)
- Egy „hihetetlen” (tenor)
- Pierre Fléville, a király nyugalmazott regényírója (basszus)
- Az apát költő (tenor)
- Schmidt, a San Lazzaro börtönőr (basszus)
- A házmester (basszus)
- Dumas, a Közbiztonsági Törvényszék elnöke (basszus)
- Fouquier Tinville, ügyész (basszus)

Hölgyek, urak, apátok, lakájok, vőlegények, szánhajtók, magyar rohamosztagosok, zenészek, szolgák, apródok, inasok, pásztorok, koldusok, polgárok, sans-culotte-ok, jakobinus, nemzetőrök, köztársasági katonák, csendőrök, vásári kofák, halaskofák, harisnyagyártók, utcai árusok, Wonderful, Incredible, a nemzet képviselői, bírák, esküdtek, foglyok, elítéltek, fiatal hírlapírók, zenetanár, Alberto Roger, Filandro Fiorinelli, Orazio Coclite, gyermek, kancellár, idősb Gérard, Robespierre, Couthon, Barras, egy szolgáló testvér (barista)

## Cselekmény

### Első felvonás
Az első jelenet a Château de Coigny üvegházában játszódik. Közeleg a francia forradalom, de a francia nemesség továbbra is gondtalanul él. Coigny grófnője estélyt ad kastélyában. A fiatal szolga, Gérard, aki maga is a család lakájának fia, az üvegház díszítésével van elfoglalva a közelgő ünnepségre; gyűlöli szolgavoltát és urait, ami alól csak egy családtag kivétel: Maddalena grófnő, akibe titokban szerelmes. Andrea Chénier költő részt vesz az estélyen, de a grófnő bírálja, és a kacér Maddalena is évődik vele. A fiatal férfi erélyesen védi eszméit az akkori korrupt szokásokkal szemben, amelyek a társadalmat tönkreteszik; egyúttal arra kéri Maddalenát, akinek cinizmusa megdöbbentette, hogy fordítson nagyobb figyelmet egy olyan gyengéd érzelemre, mint a szerelem, amely akkorra a társadalom megvetésétől szenvedi. Madeleine viszont megdöbenve Chénier szavain, bocsánatot kér, és elhagyja az estélyt, amelyet nem sokkal később megszakít a Gérard által bevezetett kolduscsapat. A grófnő megdorgálja szolgáját, aki felháborodva leveszi rizsporos parókáját, és apjával távozik. Az ünnepség folytatódik, a vendégek egy gavotte-ot táncolnak.

### Második felvonás
Párizsban a Peronnet híd közelében. A terror időszakát éljük, Robespierre tombolását. A forradalmi kormány haragját magára vonó Chénier-re állandóan egy „hihetetlen” árnyék vetül: Gérard, aki akkorra a forradalom vezérévé vált. Egy ismeretlen nő már egy ideje írt Chénier-nek, hogy védelmét kérje. Ő Coigny Madeleine, akinek arisztokrata anyját a forradalmárok megölték, és aki kénytelen rejtőzködni, szegénységbe süllyedve. Bersi, a cseléd közvetít, aki maga prostituálódni kénytelen, hogy pénzt keressen magának és egykori szeretőjének. Chénier-t barátja, Roucher távozásra inti, nehogy a forradalmárok elfogják, de a fiatalember először a titokzatos levélíróval akar találkozni. Este a hídnál találkozik a két fiatal, és Chénier azonnal felismeri Maddalenát, a gőgös lányt az estélyről, aki azóta alaposan megváltozott. A szerelem azonnal fellángol kettejük között, de hirtelen a „hihetetlen” figyelmeztetésére Gérard betoppan, aki még mindig szerelmes Maddalenába. Bajvívás tör ki a férfiak között, miközben Maddalena elmenekül. Chénier súlyosan megsebesíti riválisát, aki pedig felismerve őt, azt tanácsolja neki, hogy a Maddalena iránti szerelme miatt meneküljön el a nővel, akit már keresnek a forradalmárok. Gerard azt mondja a csőcseléknek, hogy nem ismeri a férfit, aki megsebesítette.

### Harmadik felvonás
A Forradalmi Törvényszéken. Franciaországnak katonákra és pénzre van szüksége. A már felépült Gérard megpróbálja meggyőzni a tömeget, hogy adakozzon a háború számára, amelyet az egész félsziget, a nemzet ellen folytat. Egy öreg vak közember, Madelon felajánlja a hazának tizenöt éves unokáját, míg a Gérard-ral egyedül maradt „hihetetlen” arra buzdítja őt, hogy adja át Chénier-t a forradalmi törvényszéknek, tudván, hogy elítélésének híre gyorsan terjedne, és elérne Maddalena fülébe is. Gérard tétovázik, csalódottan az események fordulata miatt: mindazonáltal nem hagyja el szolgai állapotát, hiszen immár a forradalmat és a halálbíróságot szolgája. Ahogy az várható volt, Maddalena megjelenik a Törvényszék előtt, és egy nemi erőszak kísérlete után felajánlja magát egykori szolgájának, hogy megmentse Chénier életét. Gérard meghatódva megígéri, hogy megmenti a költő életét. A per során Andrea minden vádpont alól megvédi magát (Igen, katona voltam): ezt követően Gérard visszavonja a vádat, amelyet Antoine Quentin Fouquier-Tinville ügyész azonban megújít. Chénier-t és a többi foglyot halálra ítélik.

### Negyedik felvonás
A börtön udvara. Andrea Chénier, barátjával, Roucher-vel a halálra készül, és megírja utolsó verseit. A bűnbánó Gérard segítségével Maddalenának sikerül találkoznia Chénier-vel, és megvesztegeti az őrt. Hajnalban, amikor a katonák jönnek az elítéltekért, elfoglalja egy foglynő, Idia Legray helyét a szekéren a szeretett férfi mellett. Ők ketten derűsen indulnak a halálba, szerelmük extázisában. Az egyik sarokban Gérard sír, egyik kezében Robespierre kegyelmi kérvényére írt válaszcéduláját tartja: "Még Platón is száműzte a költőket Köztársaságából".

## Híres dalok
- Hatvan éves vagyok, ó öreg, Gerard románca az első felvonásból
- Ó, pásztorlányok, búcsú, kórus, I. felvonás
- Egy nap a kék térben, Chénier belépője az első felvonásból
- Itt van az oltár, Chénier és Magdalene duettje, II. felvonás
- A haza ellensége?! , Gérard monológja, III. felvonás
- A halott anya, Maddalena története, III
- Igen, katona voltam, Chénier védőbeszéde a tárgyalás alatt, III. felvonás
- Mint egy szép májusi nap, IV. felvonás
- Melletted megnyugszik a lélek, duett Chénier és Maddalena között, IV. felvonás

## Érdekességek
- Giordano partitúrájában az atonális zeneszerzőkre jellemző gyakorlat szerint, nincs hangmódosítás. Ez azonban szeszély, mivel a zenei írás tökéletesen tonális.
- Az opera egyik leghíresebb áriája, a La mamma morta (III. felvonás), Maria Callas előadásában, a Philadelphia című film zenéjének része, Tom Hanks és Denzel Washington főszereplésével.
- A harmadik felvonásban, az udvari jelenet során tisztán felcsendül a híres Tristan-Akkord ; közvetlenül azután, hogy Gerard Maddalena jelenlétét jelzi Chénier-nek, aki miután látta őt, végre készen áll a halálra. A Tristan és Isolda utáni sok más kompozícióhoz hasonlóan a Tristan-Akkord idézetének az a funkciója, hogy felidézze a szerelem és a halál közötti erős köteléket.

## Felvételek
| Év   | Szereplők (Andrea, Maddalena, Gerard)               | Karmester             | Kiadó               |
| ---- | --------------------------------------------------- | --------------------- | ------------------- |
| 1931 | Luigi Marini, Lina Bruna Rasa, Carlo Galeffi        | Lorenzo Molajoli      | Kolumbia            |
| 1941 | Beniamino Gigli, Maria Caniglia, Gino Bechi         | Oliviero De Fabritiis | His Master's Voice  |
| 1953 | Josè Soler, Renata Tebaldi, Ugo Savarese            | Arturo Basile         | Cetra               |
| 1955 | Mario del Monaco, Maria Callas, Aldo Protti         | Antonino Votto        | EMI                 |
| 1957 | Mario Del Monaco, Renata Tebaldi, Ettore Bastianini | Gianandrea Gavazzeni  | Decca Records       |
| 1963 | Franco Corelli, Antonietta Stella, Mario Sereni     | Gabriele Santini      | EMI                 |
| 1976 | Plácido Domingo, Renata Scotto, Sherrill Milnes     | James Levine          | RCA                 |
| 1984 | Luciano Pavarotti, Montserrat Caballé, Leo Nucci    | Riccardo Chailly      | Decca               |
| 1988 | Neil Shicoff, Mirella Freni, Thomas Allen           | Giuseppe Sinopoli     | Deutsche Grammophon |

## Videón
| Év   | Szereplők (Andrea, Maddalena, Gerard)              | Karmester        | Kiadó           |
| ---- | -------------------------------------------------- | ---------------- | --------------- |
| 1985 | José Carreras, Marton Éva, Piero Cappuccilli       | Riccardo Chailly | NVC Arts        |
| 1997 | Luciano Pavarotti, Maria Hulehina, Juan Pons       | James Levine     | Decca           |
| 2015 | Jonas Kaufmann, Eva-Maria Westbroek, Zeljiko Lucic | Anthony Pappano  | Warner Classics |

## Fordítás
- Ez a szócikk részben vagy egészben  az   Andrea Chénier (opera) című olasz Wikipédia-szócikk ezen változatának fordításán alapul.  Az eredeti cikk szerkesztőit annak laptörténete sorolja fel. Ez a jelzés csupán a megfogalmazás eredetét és a szerzői jogokat jelzi, nem szolgál a cikkben szereplő információk forrásmegjelöléseként.